# Гранада (Колорадо)
Гранада (англ. Granada) — місто (англ. town) в США, в окрузі Проверс штату Колорадо. Населення — 445 осіб (2020).

## Географія
Гранада розташована за координатами 38°3′47″ пн. ш. 102°18′41″ зх. д. / 38.06306° пн. ш. 102.31139° зх. д. (38.063171, -102.311342).  За даними Бюро перепису населення США в 2010 році місто мало площу 1,94 км², з яких 1,94 км² — суходіл та 0,00 км² — водойми. В 2017 році площа становила 1,83 км², уся площа — суходіл.

## Демографія
Згідно з переписом 2010 року, у місті мешкало 517 осіб у 186 домогосподарствах у складі 140 родин. Густота населення становила 267 осіб/км².  Було 243 помешкання (125/км²).
Расовий склад населення:
| - 72,5 % — білих - 1,2 % — корінних американців - 0,4 % — чорних або афроамериканців - 25,5 % — осіб інших рас |

До двох чи більше рас належало 0,4 %. Частка іспаномовних становила 70,6 % від усіх жителів.
За віковим діапазоном населення розподілялося таким чином: 30,4 % — особи молодші 18 років, 56,4 % — особи у віці 18—64 років, 13,2 % — особи у віці 65 років та старші. Медіана віку мешканця становила 35,3 року. На 100 осіб жіночої статі у місті припадало 111,9 чоловіків;  на 100 жінок у віці від 18 років та старших — 106,9 чоловіків також старших 18 років.
Середній дохід на одне домашнє господарство  становив 39 104 долари США (медіана — 28 173), а середній дохід на одну сім'ю — 40 468 доларів (медіана — 28 654). Медіана доходів становила 28 125 доларів для чоловіків та 22 857 доларів для жінок. За межею бідності перебувало 26,9 % осіб, у тому числі 30,6 % дітей у віці до 18 років та 2,9 % осіб у віці 65 років та старших.
Цивільне працевлаштоване населення становило 191 осіб. Основні галузі зайнятості: освіта, охорона здоров'я та соціальна допомога — 33,0 %, сільське господарство, лісництво, риболовля — 16,8 %, роздрібна торгівля — 12,0 %, мистецтво, розваги та відпочинок — 8,9 %.